# Belvisia novoguineensis
Belvisia novoguineensis là một loài thực vật có mạch trong họ Polypodiaceae. Loài này được (Rosenst.) Copel. miêu tả khoa học đầu tiên năm 1947.